# Tijdlijn van de Lage Landen (Spaanse tijd)
De tijdlijn van de Lage Landen is een chronologische lijst van feiten en gebeurtenissen betreffende de Lage Landen, een gebied dat ongeveer de laagvlakte in Nederland, België en sommige aangrenzende streken beslaat, gelegen rond de grote rivieren van Noordwest-Europa die in de Noordzee en het Nauw van Calais uitmonden. Daarin vormden zich variërende eenheden onder respectievelijk Keltisch-Germaanse, en Romeinse invloeden. Vervolgens evolueerden zij onder impuls van de kerstening mee in grotere imperiums met een toenemend feodale structuur. De opkomst van de steden zorgde voor toename in rijkdom, maar ook verschuiving van de macht en versplintering. Pogingen tot centralisatie wisselden af met tendensen tot autonomie.
Klik op een jaartal hieronder om het scrollen te beperken
| Geschiedenis van Nederland Tijdlijn · Bibliografie |
| |
| Naar chronologie - Prehistorie - Neolithicum - Kopertijd - Bronstijd - IJzertijd - Romeinse tijd - Frankische tijd - Volksverhuizing - Opkomst van steden en vorstendommen - Middeleeuwen - Geschiedenis van de Bourgondische Nederlanden - Habsburgse tijd - Geschiedenis van de Habsburgse Nederlanden - Zeventien Provinciën - Geschiedenis van de Spaanse Nederlanden - Nederlandse Opstand/Tachtigjarige Oorlog - Republiek der Zeven Verenigde Nederlanden - Gouden Eeuw - Patriotten - Oranjerestauratie - Bataafse Revolutie - Franse tijd - Verenigd Koninkrijk der Nederlanden - 1830-1917 - Interbellum - Tweede Wereldoorlog - Eigentijdse geschiedenis |
| Naar onderwerp - Constitutionele geschiedenis - Economische geschiedenis - Fascisme en nationaalsocialisme - Nederlandse film - Geschiedenis van het Fries - Kunstgeschiedenis - Literatuurgeschiedenis - Geschiedenis van de monarchie - Maritieme geschiedenis - Van de prehistorie tot 1585 - Van 1585 tot heden - Militaire geschiedenis - Geschiedenis van het Nederlands - Geschiedenis van het onderwijs - Rechterlijke macht - Ontstaan van de Nederlandse ondergrond - Sociale geschiedenis - Strijd tegen het water - Televisiegeschiedenis - Uitvindingen en ontdekkingen                                                                                |
| Naar overzeese gebieden - Aruba - Nederlandse Antillen - Nederlands-Indië - Noord-Amerika - Suriname - Zuid-Afrika - Koloniën algemeen |
| Naar provincie - Drenthe - Flevoland - Friesland - Gelderland - Groningen - Limburg - Noord-Brabant - Noord-Holland - Overijssel - Utrecht - Zeeland - Zuid-Holland |
| |
| Portaal Nederland Portaal Geschiedenis |

| Geschiedenis van België Tijdlijn · Bibliografie |
| |
| Winterlandschap met schaatsers en vogelknip, Pieter Bruegel de Oude, 1565 |
| |
| ..Naar chronologie - Prehistorie - Brons- en ijzertijd - Oude Belgen - Romeins België - Gallo-Romeinse periode - Frankisch België - Opkomst van de steden en vorstendommen - Middeleeuwen - Geschiedenis van de Bourgondische Nederlanden - Habsburgse tijd - Geschiedenis van de Habsburgse Nederlanden - Geschiedenis van de Spaanse Nederlanden - Zuidelijke Nederlanden - Geschiedenis van de Oostenrijkse Nederlanden - Geschiedenis van de Verenigde Nederlandse Staten - Franse tijd - Verenigd Koninkrijk der Nederlanden - Koninkrijk België - Eerste Wereldoorlog - Interbellum - Tweede Wereldoorlog - Eigentijdse geschiedenis |
| ..Naar benaming - Belgae - Gallia Belgica - Germania Inferior - Belgica Prima en Belgica Secunda - Provincia Belgica - Lage Landen - Landen van herwaarts over - Bourgondische Nederlanden - Habsburgse Nederlanden - Flandes of Vlaanderen - Spaanse Nederlanden - Zuidelijke Nederlanden - Oostenrijkse Nederlanden - Verenigde Nederlandse Staten - Pays belgiques of Belgenland - Verenigd Koninkrijk der Nederlanden - Koninkrijk België |
| ..Naar gewest - Geschiedenis van Vlaanderen - Geschiedenis van Wallonië - Geschiedenis van Brussel |
| ..Naar onderwerp - Constitutionele geschiedenis - Economische geschiedenis - Fascisme en nationaalsocialisme - Kunstgeschiedenis - Literaire geschiedenis - Maritieme geschiedenis - Van de prehistorie tot 1585 - Van 1585 tot heden - Militaire geschiedenis - Rechterlijke macht - Sociale geschiedenis - Basisgevens van de Belgische staatstructuur |
| ..Naar provincie - Antwerpen - Henegouwen - Limburg - Luik - Luxemburg - Namen - Oost-Vlaanderen - Vlaams-Brabant - Waals-Brabant - West-Vlaanderen |
| ..Naar voormalige koloniën - Koloniën |
| |
| Portaal België Portaal Geschiedenis |